# Elena Seregina
Elena Seregina (en russe : Елена Серегина) est une patineuse de vitesse sur piste courte russe.

## Biographie
Ses parents l'inscrivent en club quand elle a quatre ans. Elle s'entraîne sérieusement à partir de 2011 au club de Rybinsk. Elle est entraînée par Tatiana Borodulina et Vladimir Grigorev.
Au cours de la saison de Coupe du monde de patinage de vitesse sur piste courte 2021-2022, qui est sa première saison internationale, elle se place troisième du 500 mètres sur une manche. Elle remporte aussi le relais mixte à Nagoya avec Ekaterina Efremenkova, Semen Elistratov, Pavel Sitnikov et Sofia Prosvirnova.